# Die Reise der Verlorenen

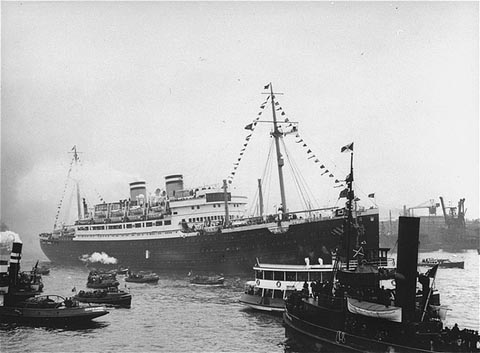
Die historische St. Louis vor Havanna

Die Reise der Verlorenen ist ein Schauspiel in drei Teilen von Daniel Kehlmann, das am 6. September 2018 unter der Regie von Janusz Kica am Theater in der Josefstadt in Wien uraufgeführt wurde. Das Stück ist eine Dramatisierung des englischen Tatsachenromans Das Schiff der Verdammten (1974) von Gordon Thomas und Max Morgan-Witts und dokumentiert die Irrfahrt der St. Louis im Jahr 1939, bei der nahezu tausend jüdische Flüchtlinge aus Hitlerdeutschland vergeblich versuchten, Aufnahme in Amerika zu finden. Kehlmann nahm damit implizit Stellung zur Flüchtlingskrise seit 2015. Gattungsgeschichtlich weist das Drama Merkmale des dokumentarischen Theaters und des epischen Theaters in der Tradition Bertolt Brechts auf.

## Inhalt
Das Stück hat 30 Rollen: 23 für Herren, 4 für Damen und 3 für Kinder. Doppelbesetzungen sind möglich. Da es auf historischen Begebenheiten basiert, kommen auch bekannte Politiker wie Federico Laredo Brú, Fulgencio Batista, Cordell Hull, Henry Morgenthau und Joseph P. Kennedy vor.

### Erster Teil: Die Reise

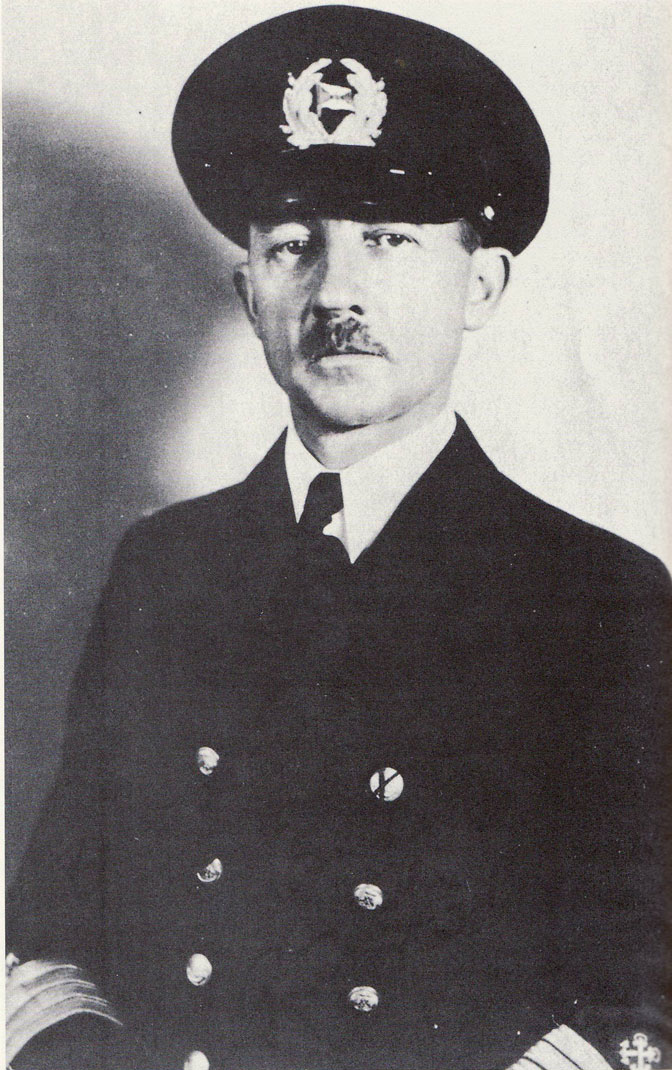
Kapitän Gustav Schröder

Zu Beginn stellt sich der Nazi Otto Schiendick, der Bösewicht des Stücks, vor. Er ist Steward in der zweiten Klasse und Ortsgruppenleiter der NSDAP auf dem Schiff St. Louis. Den letzten Kapitän, der sich abfällig über Hitler geäußert hat, hat er ins Konzentrationslager gebracht. Schiendick betont die Historizität des Dargestellten:

„Diese Geschichte ist wahr. Uns alle hat es gegeben. [...] Und alle sind wir jetzt tot, egal, auf welcher Seite wir standen. Nur ist es eben nicht egal. Es ist nie egal, auf welcher Seite einer steht.“

Im Büro der Hamburg-Amerikanischen Packetfahrt-Actien-Gesellschaft (HAPAG) beklagt sich Gustav Schröder, der Kapitän der St. Louis, beim Direktoren Holthusen darüber, dass sein Schiff von Nazis unterwandert werde. Als der ihm eröffnet, er müsse tausend jüdische Flüchtlinge nach Amerika bringen, warnt er besonders vor Stewart Schiendick. Holthusen will davon nichts hören.
Am Hamburger Hafen stellen sich einige Passagiere vor. Das wohlhabende Ehepaar Babette und Fritz Spanier, letzterer ein berühmter Arzt, ist mit den zwei Töchtern von einem Freund, der bei der SS ist, hergefahren worden. Der Hebräischlehrer Aaron Pozner war im KZ Dachau. Seine Frau und ihre zwei Kinder müssen sich versteckt halten, aber das Geld reichte nur für seine Reise. Er will sie später nachholen.

„Wir sind keine erfundenen Figuren, und deswegen müssen wir es auch nicht spannend machen. Ich werde meine Frau und die Kinder nie wiedersehen. Nur mein Tagebuch wird überdauern. Deshalb kennt man meine Geschichte.“

Der Anwalt Max Loewe war ebenfalls im Lager. Er ist skeptisch, dass ihm die Flucht mit seiner Gattin Elise gelingen soll. Es wird klar, dass es sich bei der Reise um eine Aktion der deutschen Propaganda handelt. Ein Fotograf des Propagandaministeriums wird von Schröder verjagt.
Holthusen prahlt damit, welchen Profit er mit den Flüchtlingen macht. Jeder Jude muss stets ein Rückfahrtticket kaufen, obwohl er selbstverständlich nie mehr zurück will. Das Reichssicherheitshauptamt unter Adolf Eichmann hat der HAPAG schon zweimal zuvor erlaubt, Juden auszufahren. Morris Troper, Europadirektor des American Jewish Joint Distribution Committee, ruft ihn aus London an und erkundigt sich, ob er sicher sei, dass das Schiff in Kuba anlegen dürfe. Holthusen sieht keine Probleme. Herbert Emerson vom Intergovernmental Committee on Refugees (im Stück: „Internationales Komitee für politische Flüchtlinge“) bestätigt Troper, dass es bei so vielen Flüchtlingen wohl Probleme mit Kuba geben werde. In der letzten Szene informiert Kapitän Schröder den Kellner Leo Jockl über Gerüchte, dass er insgeheim ein Jude sei. Er versichert ihm, dass er sein Geheimnis niemandem verraten werde, und rät ihm, ebenfalls in Kuba zu bleiben. Jockl sieht sich trotz seiner jüdischen Herkunft als Deutscher und will Deutschland nicht verlassen. Sodann weist Schröder Schiendick zurecht, die jüdischen Passagiere nicht länger zu belästigen.

### Zweiter Teil: Havanna
Noch vor der Ankunft in Havanna unterhält sich Jockl mit Pozner und fragt ihn dabei nach seinen Erlebnissen im Konzentrationslager. Am Schluss des Gesprächs sagt ihm Pozner, er sei keiner von ihnen und könne nicht verstehen, was ihnen angetan werde. Jockl bleibt erschüttert zurück. Indessen ruft Schröder, der bereits Probleme in Kuba vorausahnt, Fritz Spanier zu sich. Er bittet ihn als künftigen „Ansprechpartner“ um Mithilfe und regt an, ein Komitee unter den Passagieren zu gründen. Die anderen Passagiere schwanken zwischen Hoffnung und Angst. Als sie Kuba bereits sehen, stellen sie entsetzt fest, dass das Schiff nicht anlegt.

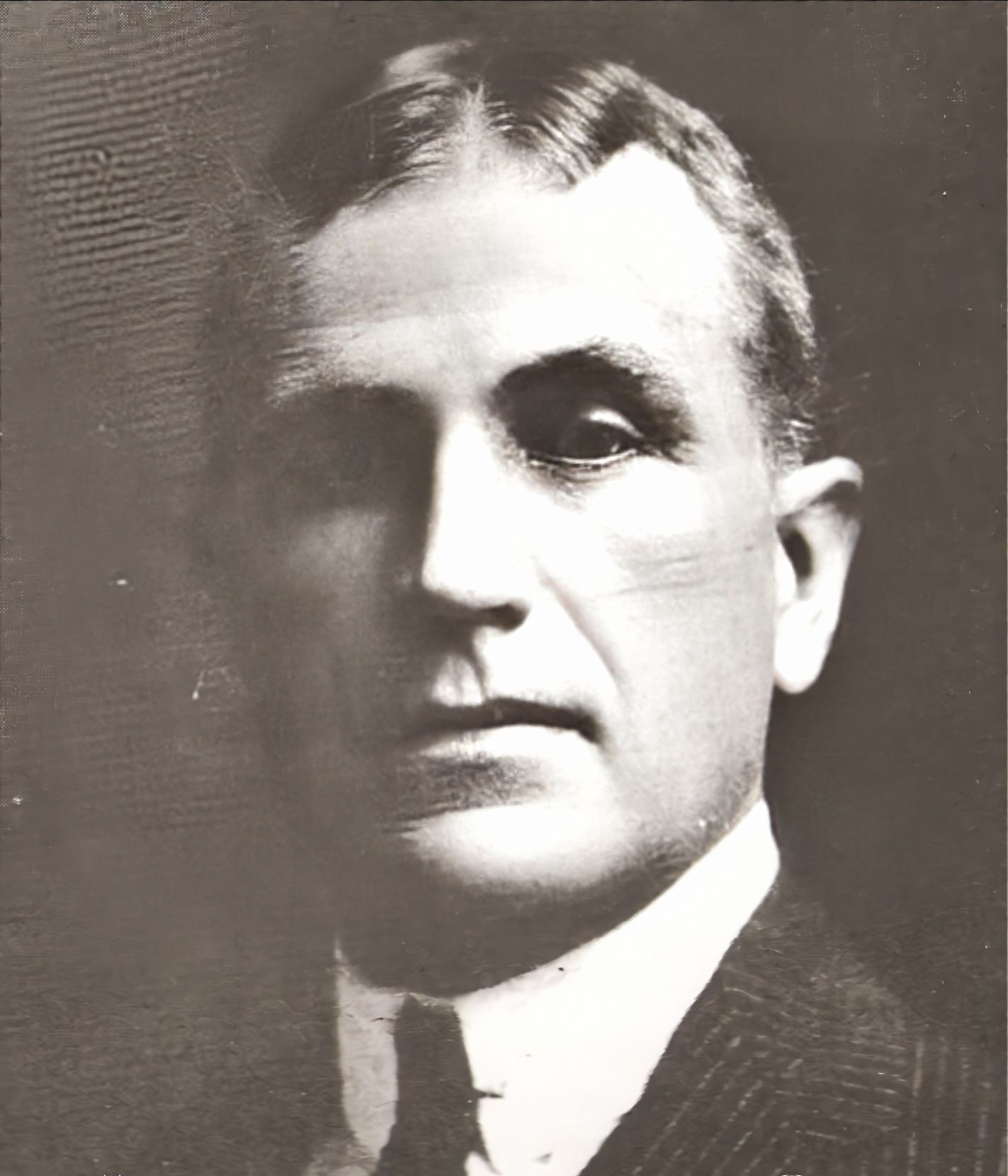
Federico Laredo Brú, kubanischer Präsident

In der Zwischenzeit laufen im Hintergrund rege Verhandlungen über ihr Schicksal. Der korrupte kubanische Einwanderungsminister Manuel Benítez hat für viel Geld selbst erfundene und damit nutzlose „Landegenehmigungen“ verschachert, obwohl der Präsident Laredo Brú per Dekret untersagt hat, weitere Flüchtlinge aufzunehmen – über die HAPAG auch an die Passagiere der St. Louis. Bei einer Schmiergeldübergabe verlangt er von Luis Clasing, dem Direktor der kubanischen Zweigstelle der HAPAG, eine Viertelmillion, um auch den Präsidenten zu bestechen und ordentliche Visa zu erhalten. Der lehnt entrüstet ab. Benítez versichert, die Flüchtlinge könnten dennoch unbehelligt an Land gehen. Präsident Brú verteidigt seine Politik. Kuba könne nicht immer mehr Flüchtlinge aufnehmen und habe nicht genügend Ressourcen, um sie zu ernähren. Außerdem streue die deutsche Propaganda antisemitische Gerüchte im Land, die Stimmung sei gegen eine Aufnahme und er bange um seine Wiederwahl. Benítez versucht ihn zu überreden, für die Flüchtlinge der St. Louis eine Ausnahme zu machen. Da aber kein finanzielles „Angebot“ vorliegt, weigert sich Brú. Benítez beteuert Clasing abermals, die Passagiere könnten dank seiner „Landegenehmigungen“ trotzdem von Bord. Später informiert Brú Clasing telefonisch, dass die St. Louis nicht anlegen, sondern lediglich an der Reede vor Anker gehen und neue Vorräte aufnehmen dürfe. Benítez beschwichtigt weiterhin. Clasing dringt in Schröder, mit den Passagieren wieder nach Deutschland zurückzufahren, schließlich habe er seinen Auftrag erfüllt. Der weigert sich zornig. Er sei „verantwortlich für die Passagiere dieses Schiffes. Und zwar genau so lange, bis sie alle das Schiff am Zielhafen sicher verlassen haben.“ Der kubanische Außenminister Juan Remos appelliert an Brús Menschlichkeit und warnt vor der schlechten Presse, die die Affäre in den USA nach sich ziehen werde. Brú sieht sich aber außerstande, etwas zu unternehmen. Ein weiteres Dilemma zeigt sich: Die graue Eminenz des Landes, General Fulgencio Batista, hat sich bislang nicht zur Causa geäußert.
Während die St. Louis mit ungewisser Zukunft vor Havanna liegt, entfalten sich zwei weitere mit ihr verknüpfte Handlungsstränge. Der Hautarzt Max Aber konnte bereits zu einem früheren Zeitpunkt flüchten und wartet nun auf Kuba auf sein US-Visum. Er hat sein ganzes verbliebenes Geld dafür aufgewendet, seinen beiden einer Mischehe entsprungenen Mädchen Evelyne und Renata kubanische Visa zu verschaffen und sie mit der St. Louis zu sich zu holen. Bei Ankunft des Schiffes gelingt es ihm heranzufahren und die allein reisenden Kinder kurz zu sehen. Babette Spanier überprüft, dass sie ein Visum haben. Als Aber den Verteidigungsminister Rafael Montalvo um Hilfe bittet, schickt der ihn mit seinem Schergen Gomez zu Benítez. Der ist zunächst störrisch, Gomez bedroht ihn aber mit Waffengewalt, woraufhin er eine Genehmigung unterzeichnet. Aber kann seine Kinder auf dem Schiff abholen.
Clasings Vize Robert Hoffman ist der Leiter der deutschen Abwehr auf Kuba und muss Schiendick, der ebenfalls Geheimagent ist, unbedingt drei Mikrofilme zu Spionagezwecken aushändigen.

„Und bevor Sie sich jetzt ärgern und sagen: Bitte keine Mikrofilme in dieser Geschichte, das ist ja lächerlich, warum erfindet man so was, muss ich Sie daran erinnern, dass alles wahr ist.“

Bei seinem Versuch, an Bord zu gelangen, wird er von einem Polizisten brüsk abgewiesen. Daraufhin zwingt er Schröder, der Besatzung Landurlaub zu gewähren, bei dem er die Materialien schließlich überreichen kann. Schiendick schwärzt bei der Übergabe Schröder und Jockl an.
Unterdessen spitzt sich die Lage an Bord zu. Schiendick und seine Nazi-Gesellen schlagen Pozner brutal zusammen und verwüsten seine Kabine. Schiendick höhnt, er werde bald wieder ins Konzentrationslager zurückkehren. Max Loewe unternimmt einen Selbstmordversuch. Er schneidet sich die Pulsader auf und stürzt sich ins Meer, wird aber von Kubanern gerettet und ins Krankenhaus gebracht. Damit kann er, getrennt von seiner Frau Elise, die nicht zu ihm gehen darf, bleiben.

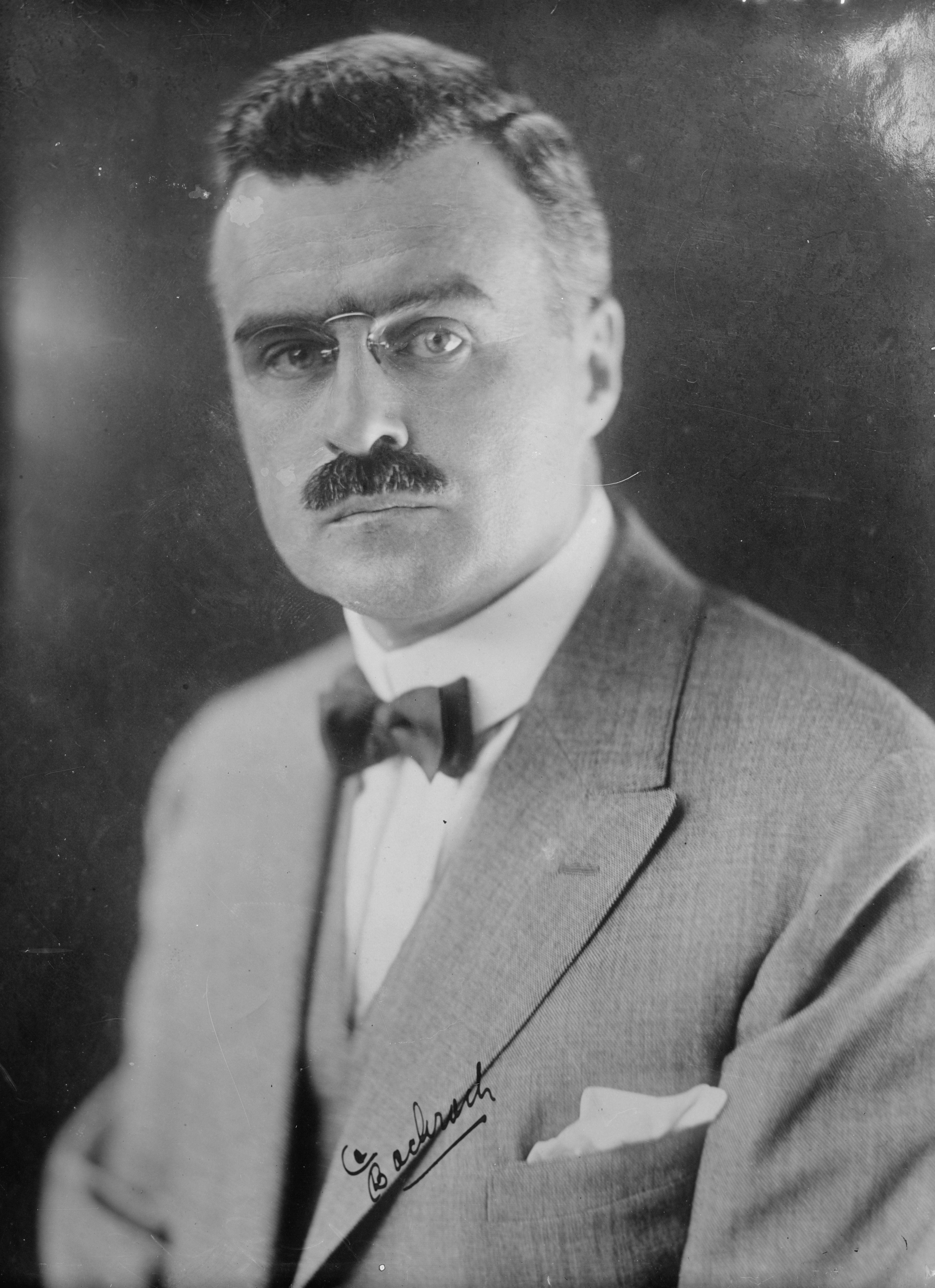
Joshua Butler Wright, US-Botschafter in Kuba

Der US-amerikanische Botschafter in Kuba Joshua Butler Wright unternimmt einen letzten Versuch, die Flüchtlinge doch noch landen zu lassen, und macht Remos im Namen von Franklin D. Roosevelt bittere Vorwürfe. Remos regt an, die USA könnten sie doch aufnehmen, was Wright ablehnt. Sein Land habe schon genug Probleme mit Immigranten. An einer Kabinettssitzung wird einstimmig beschlossen, die Aufnahme zu verweigern. Benítez’ lauer Protest wird von Brú abgeschmettert. Lawrence Berenson, Anwalt des Joint Distribution Committee, schlägt Brú darauf vor, den Passagieren auf der Gefängnisinsel Isla de Pinos („Pinieninsel“) vorläufiges Refugium zu gewähren. Brú ist nicht abgeneigt, verlangt aber die sofortige Ausreise des Schiffes aus kubanischem Hoheitsgebiet und hinlängliche finanzielle Garantien. Schröder versucht in Zivil zu Brú und zum deutschen Botschafter vorzudringen, wird aber von beiden abgewiesen. Fritz Spanier bittet ihn, die Abreise einfach zu verweigern, man könne höchstens das Feuer auf sie eröffnen, dann wäre das Schiff aber manövrierunfähig und sie müssten bleiben. Schröder kann sich nicht dazu durchringen.

„Weil eine so große, wilde, aberwitzige Tat – [...] ich kann das nicht. Ich bin dafür nicht gemacht. Wir sind nicht so frei und kühn, wie wir gern wären. [...] Verzeih mir! Ich bin nur Gustav Schröder aus Hamburg. Ich bring’s nicht über mich!“

Um die Passagiere zu beruhigen, spielt die Schiffskapelle unaufhörlich den Schlager „Auf der Reeperbahn nachts um halb eins“, während das Schiff wieder aufs offene Meer zusteuert.

### Dritter Teil: Rückweg

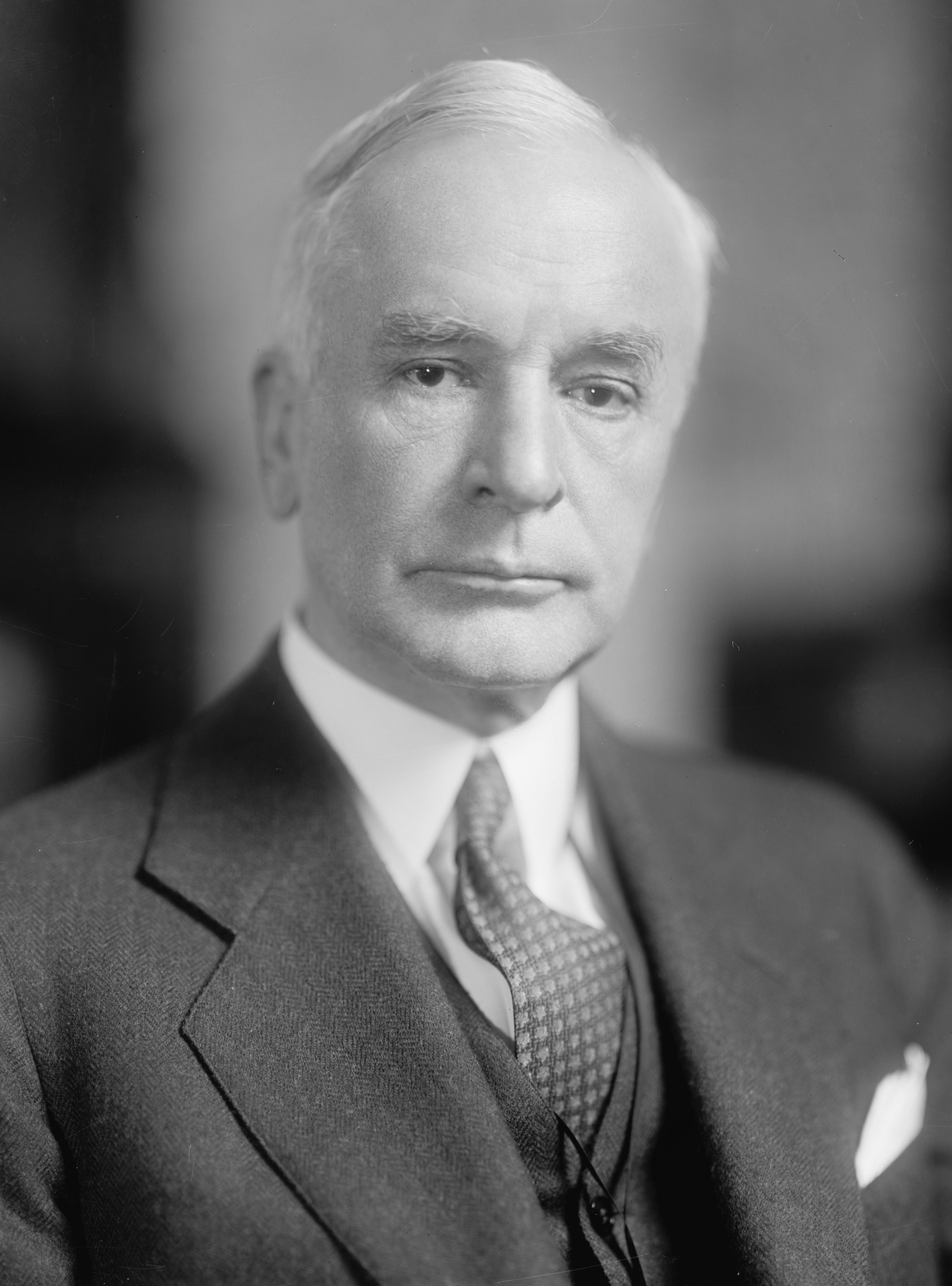
Cordell Hull, US-Außenminister

Hoffman versucht die Pinieninselpläne zu hintertreiben, weil das Schiff mit den Geheimdokumenten so schnell wie möglich nach Deutschland zurückkehren müsse. Er lügt Berenson vor, Brú wolle gewiss eine Million dafür. Davon unbeeindruckt lässt sich der die Insel von General Batista zeigen. Die Fotografien davon lösen Unruhen in Kuba aus, was vermutlich von Batista intendiert war. Über den Mittelsmann García verlangt Brú eine halbe Million. Berenson weist ihn wütend ab. Im persönlichen Gespräch verlangt Brú sogar noch mehr und will das Geld binnen 48 Stunden haben. Solange dürfe die St. Louis zurückkehren. Berenson, der so viel Geld nicht besorgen kann, plant, ihn hinzuhalten und die Passagiere inzwischen von Bord zu bringen. Er bittet Wright um Hilfe der US-Regierung. Roosevelt schlägt vor, die Flüchtlinge auf den Jungferninseln aufzunehmen, der US-Außenminister Cordell Hull will das aber nicht, da die Leute „kein Zuhause haben, in das sie zurückkehren können“. Überhaupt habe die US-Regierung nichts mit dieser Sache zu tun. Das Joint Distribution Committee wiederum will der kubanischen Regierung kein Geld überweisen, ehe die Passagiere nicht auf der Pinieninsel angelandet sind, und bietet lediglich eine Garantie. Die Verhandlungen scheitern endgültig.
Während die St. Louis vor der amerikanischen Küste darauf wartet, auf die Pinieninsel zusteuern zu dürfen, plant Pozner eine Meuterei und Babette Spanier erwägt verzweifelt, nach Miami zu schwimmen. Fritz Spanier beschwichtigt sie. Schiendick hat heimlich nach Deutschland funken lassen, das Schiff unverzüglich zurückzubeordern. Von Schröder zur Rede gestellt, offenbart er sich als Agent und droht ihm. Schröder erhält schließlich ein Telegramm von Holthusen, dass er nach Deutschland zurückkehren müsse, und fügt sich als „gebrochener Mann“ dem Befehl. Schiendick berichtet von der hämischen Reaktion von Goebbels.

„Und so kam es, wie es immer schon vorgesehen war. Ein Festtag für unseren besten Exportartikel, die Propaganda. Dr. Joseph Goebbels hielt eine epochale Rede: Wie kann die Welt Deutschland dafür kritisieren, wie es mit seinen Juden umgeht, wenn die Welt selbst diese Juden nicht aufnehmen will!“

Als Schröder die Hiobsbotschaft über Mikrofon verkündet, bricht Panik aus. Fritz Spanier versucht die Leute zu beruhigen. Die HAPAG hat Schröder außerdem beauftragt zu überprüfen, ob Jockl Jude sei. Er hat zurückgeschrieben, dass es keine Anzeichen dafür gebe. Nun wird verhandelt, ob nicht andere europäische Staaten die Flüchtlinge aufnehmen könnten. In Großbritannien wirbt der US-Botschafter Joseph P. Kennedy dafür. Ein namenloser britischer Staatssekretär wirft den USA Bigotterie vor und gibt zu bedenken, dass die Deutschen schon ihre Gründe haben werden, die Juden nicht im Land haben zu wollen. In England gebe es zudem ohnehin schon zu viele Juden. Die Passagiere wenden sich flehend an Premierminister Neville Chamberlain. Schröder erwägt, sein Schiff vor der britischen Küste zu zerstören, damit man sie aufnehmen müsste. Über Vermittlung von Morris Troper erklären sich Belgien, die Niederlande, Großbritannien und Frankreich letzten Endes bereit, die Flüchtlinge aufzunehmen.
In einer Art Epilog berichten die Figuren von ihrem weiteren Schicksal. Nur ein Viertel der Passagiere überlebte den Holocaust.

## Werkgeschichte
Wie auch die vorangehenden Dramen Kehlmanns Der Mentor und Heilig Abend ist das Stück ein Auftragswerk für das Wiener Theater in der Josefstadt. Kehlmann schrieb es unter dem Eindruck der Flüchtlingskrise ab 2015 und machte diesen Kontext kurz nach der Uraufführung in einer Rede deutlich:

„Ich habe gerade ein Stück darüber geschrieben, wie im Jahr 1939 einem Schiff mit knapp tausend Flüchtlingen, darunter vielen Österreichern, erst das Anlegen in Kuba, dann in den USA verwehrt wurde – mit Argumenten, die denen, die wir heute in der Zeitung lesen, aufs Haar gleichen: Das Boot sei voll, das Aufnahmevermögen erschöpft, die Kultur dieser Leute zu fremd. Natürlich sieht das heute absurd aus: Die Vereinigten Staaten von Amerika unfähig, tausend Menschen aufzunehmen? Aber damals klang es nicht wie ein Witz, sondern wie Realpolitik.“

## Aufführungen
Die Uraufführung fand am 6. September 2018 im Theater in der Josefstadt statt. Regie führte Janusz Kica, für die Musik zeichnete Matthias Jakisic verantwortlich. In den Rollen waren unter anderem zu sehen: Herbert Föttinger (Kapitän Schröder), Raphael von Bargen (Otto Schiendick), Michael Dangl (Präsident Brú), Wojo van Brouwer (Benítez), Roman Schmelzer (Aaron Pozner), Ulrich Reinthaller (Fritz Spanier), Sandra Cervik (Babette Spanier), Marcus Bluhm (Max Loewe), Maria Köstlinger (Elise Loewe), Nikolaus Barton (Leo Jockl), Matthias Franz Stein (Otto Bergmann), Joseph Lorenz (Holthusen), Oliver Rosskopf (Robert Hoffman) und Martin Zauner (Remos).
Nach der Wiener Uraufführung wurde das Stück in Österreich auch am Westbahntheater Innsbruck (Premiere am 3. Oktober 2020) und, unter der Regie von Mercedes Echerer und mit 15 Schauspielern, an der Neuen Bühne Villach (Premiere am 28. Januar 2022) gezeigt.
Die deutsche Erstaufführung fand am 7. November 2019 unter der Leitung von Rafael Sanchez im Schauspiel Köln statt. Peter Lohmeyer gab Kapitän Schröder, Stefko Hanushevsky Otto Schiendick und Nikolaus Benda Fritz Spanier.
Besonders erfolgreich war die Inszenierung des Altonaer Theaters in Hamburg unter der Leitung von Thomas Luft, eine Koproduktion mit Theaterlust München. Sie feierte am 18. Oktober 2020 Premiere und ging – wegen der Corona-Pandemie verzögert – mehrmals auf Tournee. Im Frühjahr 2023 kam sie so unter anderem ins Scharoun-Theater Wolfsburg (19. Januar 2023), ins Kongresszentrum Schwabenlandhalle bei Stuttgart (27. Januar 2023), ins Theater der Stadt Schweinfurt (7. Februar 2023) und in die Stadthalle Vennehof in Borken (8. Februar 2023). Im Jahr 2024 wurde sie unter anderem in der Jugendstil-Festhalle in Landau in der Pfalz (11. März 2024) und im Theater am Ring Saarlouis (12. März 2024) aufgeführt.
In der Schweiz wurde das Stück bei weiteren Gastspielen des Altonaer Theaters im Stadttheater Olten (2. Februar 2024) und im Stadttheater Schaffhausen (3. April 2024) gezeigt.

## Einordnung und Deutung
Michael Navratil stellte das Stück zusammen mit seinem Vorgänger Heilig Abend (2017) zu jenen Werken Kehlmanns, die „eine deutliche politische Stoßrichtung“ aufweisen. Außerdem wies er darauf hin, dass es „erkennbar an die Dramenästhetik Bertolt Brechts“ anknüpfe. Tatsächlich zeigt es einige vom epischen Theater übernommene Verfremdungseffekte:
- Die Figuren durchbrechen immer wieder die Vierte Wand und kommentieren und bewerten das Geschehen. Sie sprechen dabei aus der Gegenwart. Gleich zu Beginn zitiert Schiendick etwa Helmut Kohls Ausspruch „Gnade der späten Geburt“ aus dem Jahr 1983.
- Es werden populäre Lieder in die Handlung eingebaut, so das nationalsozialistische Horst-Wessel-Lied und der Schlager „Auf der Reeperbahn nachts um halb eins“.
- Es werden alternative Handlungsmöglichkeiten aufgezeigt. Als Schröder am Schluss darüber nachdenkt, sein Schiff zu zerstören, geschieht dies tatsächlich auf der Bühne. Er kommentiert dann lapidar: „So hätte es enden können. So hätte es enden sollen. Und fast hätte es so geendet.“[26] Damit ist – nach Brecht – „gewonnen, daß der Zuschauer die Menschen auf der Bühne nicht mehr als ganz unänderbare, unbeeinflußbare, ihrem Schicksal hilflos ausgelieferte dargestellt sieht. Er sieht: Dieser Mensch ist so und so, weil die Verhältnisse so und so sind. Und die Verhältnisse sind so und so, weil der Mensch so und so ist.“[27]

Thomas Wortmann befand, dass das Stück formal „fast ein wenig konventionell“ daherkomme, was er auf Kehlmanns „persönliche Vorliebe für ein eher klassisches Schauspielertheater“ zurückführte. Der Text bedürfe keiner grundlegenden Bearbeitung für die Bühne und umgehe so möglichst das vom Autor kritisierte moderne Regietheater. Die Passagiere seien auf zweierlei Weise bereits beim Besteigen des Schiffes „Verlorene“: Einerseits kennen sie ihr künftiges Schicksal bereits und sind andererseits mit der „Überlebensschuld“ konfrontiert, d. h. von Schuldgefühlen geplagt, weil sie zwar überleben, ihre Angehörigen aber nicht.

## Rezeption
Elisa Risi schrieb auf literaturkritik.de, die „zwischen Historie und Aktualität schwankende Tragödie“ sei das „beeindruckendste“ von Kehlmanns 2019 publizierten Stücken. Es überzeuge auf zwei Ebenen: „Es ruft nicht nur die Schrecken der NS-Zeit ohne Beschönigung in Erinnerung, sondern verweist auch auf die aktuelle Situation geflüchteter Menschen im Mittelmeer.“ Allgemein wurde in den meisten Kritiken gelobt, dass es das Publikum zum Nachdenken anrege.
In den Besprechungen der Uraufführung war die Kritik in Bezug auf die Textvorlage gemischt. Bernard Doppler dünkte das Stück, wie er im Deutschlandfunk sagte, „wie ein Volkshochschulkurs mit sehr prominenten Personen, die den vortragen“. Noch verhaltener war Andreas Falentin, der es in der Theaterzeitschrift Die Deutsche Bühne „epische[n] Boulevard“ nannte. Es sei zwar „nicht das Stück der Stunde“, wegen seines Gegenwartbezugs aber „der Stoff der Stunde“. Kehlmann vermittle „seine Story hervorragend, in konsumierbarer Kleinteiligkeit“ und es gelinge ihm, die „privaten Schicksale hinter die erschreckende Mechanik der Geschehnisse zurückzudrängen“, durch die zunehmende Fokussierung auf Kapitän Schröder als Helden gerate es aber „in bedenkliche Kitschnähe“. Außerdem sei zu bemängeln, dass vor allem Kuba kritisiert werde, die ebenfalls involvierten USA jedoch zu gut wegkämen.

### Textausgaben
- Die Reise der Verlorenen. In: Vier Stücke. Rowohlt, Hamburg 2019, ISBN 978-3-498-03475-7, S. 195–285.
- Die Reise der Verlorenen. Nachwort und Anmerkungen von Thomas Wortmann. Reclam, Ditzingen 2024, ISBN 978-3-15-014553-1.

### Sekundärliteratur
- Michael Navratil: „Auf einmal mochten wir Günter Grass wieder.“ Die Wiedergewinnung des Politischen in Daniel Kehlmanns jüngeren Texten. In: Fabian Lampart et al. (Hrsg.): Daniel Kehlmann und die Gegenwartsliteratur. Dialogische Poetik, Werkpolitik und Populäres Schreiben. De Gruyter, Berlin 2020, S. 251–280.
- Thomas Wortmann: Nachwort. In: Daniel Kehlmann: Die Reise der Verlorenen. Reclam, Ditzingen 2024, S. 92–102.